# Journal of the Medical Library Association
Journal of the Medical Library Association (JMLA) es la revista de la Asociación de Bibliotecas Médicas de Estados Unidos , es una revista internacional revisada por pares que se publica trimestralmente y que tiene como objetivo promover la práctica y la base de conocimientos de investigación de la bibliotecología de las ciencias de la salud. Es la principal revista en bibliotecología de ciencias de la salud. Publicada por  University Library System, Universidad de Pittsburgh en Estados Unidos.

## Historia
La JMLA es una continuación del Boletín de la Asociación de Bibliotecas Médicas (BMLA), comenzando desde volumen  90, en 2002. La BMLA comenzó  en 1911 como sucesora de la Biblioteca Médica y Revista Histórica (Asociación de Bibliotecarios Médicos), de  1903 a 1907; la Revista de la Asociación de Bibliotecarios Médicos, v. 1, 1902; y las Bibliotecas Médicas (Asociación de Bibliotecarios Médicos), v. 1-5, 1898-1902 (órgano oficial hasta 1901).
Tiene un factor de impacto de 1,974, con un índice h de 53 y un SCImago Journal Rank (SJR) de 0,81.
Publicada en código abierto bajo una licencia  CC BY . Indexada en Directory of Open Access Journals (DOAJ)